# Shimizu S-Pulse
Shimizu S-Pulse (清水エスパルス Shimizu Esuparusu) là một câu lạc bộ bóng đá chuyên nghiệp Nhật Bản. Có trụ sở tại Shimizu-ku, Shizuoka, Shizuoka, S-Pulse hiện đang thi đấu tại J2 League. Trước đó câu lạc bộ đã có nhiều năm liền chơi ở J1 League. Thành lập năm 1991, S-Pulse trong những đội bóng chuyên nghiệp non trẻ nhất Nhật Bản. S-Pulse có vị trí trung bình khi kết thúc mùa giải là 6.8, xếp thứ tư sau Kashima Antlers, Yokohama F. Marinos và đối thủ cùng tỉnh, Júbilo Iwata. Câu lạc bộ được thành lập cùng với sự chuẩn bị ra đời của J. League năm 1991, là một thành viên của "Original Ten", và ban đầu đội gồm các cầu thủ lấy của Tỉnh Shizuoka; một điều khác biệt ở thời điểm đó.
Là một câu lạc bộ non trẻ so với những đối thủ tại J1, S-Pulse đã tạo được tầm ảnh hưởng lớn trong bóng đá Nhật Bản. Sau khi lên chuyên năm 1992, họ là một trong những đội thi đấu thành công và ổn định tại các giải đấu cúp nhất, có 10 lần lọt vào các trận chung kết: 5 lần tại Cúp Hoàng đế và 5 lần tại Cúp Liên đoàn. Chỉ có đội chuyên nghiệp thành công nhất lịch sử bóng đá Nhật Bản, Kashima Antlers, là có nhiều lần hơn họ. Họ đã giành cả hai danh hiệu đó một lần, cũng như hai lần giành Siêu cúp Nhật Bản và một chức vô địch Cúp các câu lạc bộ đoạt cúp bóng đá quốc gia châu Á. Lần gần nhất họ tham dự một trận chung kết là tại J.League Cup 2012 nơi họ thua Kashima.
Dù tương đối thành công tại các giải đấu cúp, nhưng danh hiệu J.League (sau này là J.League Hạng 1, nay là J1 League) luôn lẩn trốn họ. Lần mà S-Pulse gần danh hiệu này nhất là năm 1999, sau khi đứng đầu giai đoạn hai của giải đấu, họ đã để thua trong loạt luân lưu trong trận tranh chức vô địch. Sau khi tỉ số hòa sau hai lượt của trận đấu quyết định, Júbilo Iwata, đối thủ cùng tỉnh của S-Pulse, đã giành chiến thắng. Cựu cầu thủ S-Pulse và đội tuyển quốc gia Kenta Hasegawa, người vào sân từ ghế dự bị trong trận lượt về năm ấy, trở thành huấn luyện viên của câu lạc bộ năm 2005. Ông là người giữ vị trí ấy lâu nhất, cho đến năm 2010. Ông quyết định từ chức sau khi không thể dành một danh hiệu nào cho câu lạc bộ nhường lại vị trí cho Afshin Ghotbi.

## Màu áo, biểu trưng và linh vật

### Màu áo và nhà tài trợ

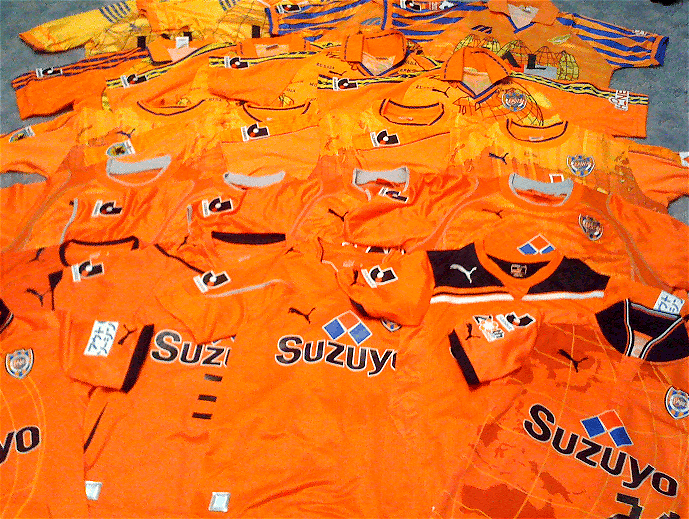
Áo Shimizu S-Pulse.

Nhà sản xuất áo độc quyền là Puma từ 1997, còn trước đó là hợp tác cùng Mizuno. Nhà tài trợ khá ổn định trong lịch sử mười sáu năm của đội bóng (xem bảng dưới đây). Nhà tài trợ chính hiện nay là một tập đoàn của địa phương Suzuyo Group, cùng với các nhà tài trợ khác in trên cổ và cánh tay lần lượt là công ty bánh kẹo Glico, và Japan Airlines.
| Giai đoạn | Nhà tài trợ chính | Nhà tài trợ khác | Nhà tài trợ khác | Nhà tài trợ khác | Sản xuất áo đấu |
| --------- | ----------------- | ---------------- | ---------------- | ---------------- | --------------- |
| 1992–96   | JAL               | Glico            | Honen            |                  | Mizuno/Puma     |
| 1997–01   | JAL               | Glico            | Honen            | Puma             |                 |
| 2002–03   | JAL               | Glico            | Ajinomoto        | Puma             |                 |
| 2003–05   | JAL               | Glico            | Suzuyo           | Puma             |                 |
| 2005–06   | JAL               | Glico            | Star             | Puma             | The 3rd Planet  |
| 2006–07   | Suzuyo            | Glico            | JAL              | Puma             | The 3rd Planet  |
| 2007–08   | Suzuyo            | Glico            | JAL              | Puma             | CRS             |
| 2008–     | Suzuyo            | Glico            | JAL              | Puma             | San-Ai          |

### Lịch sử áo đấu
| 1992 – 1996 (Cup) | 1993–1996 | 1997–1998 | 1999–2001 | 2002–2004 | 2005–2006 |

| 2007 | 2008 | 2009 | 2010 | 2011 | 2012 |

| 2013 | 2014 | 2015 |

## Kết quả thi đấu
| Mùa giải | Hạng | Số đội | Vị trí | Trung bình khán giả | J. League Cup | Cúp Hoàng đế | châu Á | châu Á    |
| -------- | ---- | ------ | ------ | ------------------- | ------------- | ------------ | ------ | --------- |
| 1992     | -    | -      | -      | -                   | Chung kết     | Tứ kết       | -      | -         |
| 1993     | J1   | 10     | 3      | 18,462              | Chung kết     | Bán kết      | -      | -         |
| 1994     | J1   | 12     | 4      | 19,726              | Vòng 1        | Vòng 1       | -      | -         |
| 1995     | J1   | 14     | 9      | 19,747              | -             | Vòng 1       | -      | -         |
| 1996     | J1   | 16     | 10     | 12,962              | Vô địch       | Tứ kết       | -      | -         |
| 1997     | J1   | 17     | 5      | 9,888               | Vòng bảng     | Tứ kết       | -      | -         |
| 1998     | J1   | 18     | 3      | 12,298              | Bán kết       | Chung kết    | -      | -         |
| 1999     | J1   | 16     | 2      | 12,883              | Tứ kết        | Tứ kết       | -      | -         |
| 2000     | J1   | 16     | 8      | 12,422              | Tứ kết        | Chung kết    | C2     | Vô địch   |
| 2001     | J1   | 16     | 4      | 15,973              | Vòng 2        | Vô địch      | C2     | Hạng 3    |
| 2002     | J1   | 16     | 8      | 14,963              | Bán kết       | Tứ kết       | C2     | Tứ kết    |
| 2003     | J1   | 16     | 11     | 16,284              | Bán kết       | Bán kết      | CL     | Vòng bảng |
| 2004     | J1   | 16     | 14     | 13,568              | Tứ kết        | Vòng 4       | -      | -         |
| 2005     | J1   | 18     | 15     | 12,752              | Tứ kết        | Chung kết    | -      | -         |
| 2006     | J1   | 18     | 4      | 14,302              | Vòng bảng     | Tứ kết       | -      | -         |
| 2007     | J1   | 18     | 4      | 15,952              | Vòng bảng     | Tứ kết       | -      | -         |
| 2008     | J1   | 18     | 5      | 16,599              | Chung kết     | Tứ kết       | -      | -         |
| 2009     | J1   | 18     | 7      | 17,935              | Bán kết       | Bán kết      | -      | -         |
| 2010     | J1   | 18     | 6      | 18,001              | Bán kết       | Chung kết    | -      | -         |
| 2011     | J1   | 18     | 10     | 15,801              | Bán kết       | Tứ kết       | -      | -         |
| 2012     | J1   | 18     | 9      | 15,121              | Chung kết     | Vòng 4       | -      | -         |
| 2013     | J1   | 18     | 9      | 14,137              | Vòng bảng     | Vòng 4       | -      | -         |
| 2014     | J1   | 18     | 15     | 14,210              | Vòng bảng     | Bán kết      | -      | -         |
| 2015     | J1   | 18     |        |                     | Vòng bảng     | Vòng 2       | -      | -         |

## Lịch sử hạng đấy
- Hạng 1 (J1 League): 1993–2015
- Hạng 2 (J2 League): 2016–

## Danh hiệu

### Giải quốc nội
- J.League Hạng 1:
  - Á quân (1): 1999
  - Vô địch mùa thu (1): 1999

### Cúp quốc nội
- Cúp Hoàng đế:
  - Vô địch (1): 2001
  - Á quân (4): 1998, 2000, 2005, 2010
- J. League Cup:
  - Vô địch (1): 1996
  - Á quân (4): 1992, 1993, 2008, 2012
- Siêu cúp Nhật Bản:
  - Vô địch (2): 2001, 2002
  - Á quân (1): 1999

### Quốc tế
- Cúp các câu lạc bộ đoạt cúp bóng đá quốc gia châu Á:
  - Vô địch (1): 2000
- Siêu cúp bóng đá châu Á:
  - Á quân (1): 2000

## Cầu thủ

### Đội hình hiện tại
Tính tới 15 tháng Giêng, 2015.

Ghi chú: Quốc kỳ chỉ đội tuyển quốc gia được xác định rõ trong điều lệ tư cách FIFA. Các cầu thủ có thể giữ hơn một quốc tịch ngoài FIFA.
| Số | VT | Quốc gia                             | Cầu thủ                    |
| -- | -- | ------------------------------------ | -------------------------- |
| 1  | TM | Nhật Bản                             | Kushibiki Masatoshi        |
| 2  | HV | Nhật Bản                             | Miura Genta                |
| 3  | HV | Nhật Bản                             | Hiraoka Yasuhiro           |
| 5  | HV | Canada                               | Dejan Jaković              |
| 6  | TV | Nhật Bản                             | Sugiyama Kota (đội trưởng) |
| 7  | TV | Nhật Bản                             | Honda Takuya               |
| 8  | TV | Nhật Bản                             | Ishige Hideki              |
| 9  | TĐ | Cộng hòa Dân chủ Nhân dân Triều Tiên | Jong Tae-Se                |
| 10 | TĐ | Nhật Bản                             | Omae Genki                 |
| 11 | TĐ | Nhật Bản                             | Murata Kazuya              |
| 13 | HV | Nhật Bản                             | Inukai Tomoya              |
| 14 | TĐ | Nhật Bản                             | Sawada Takashi             |
| 15 | HV | Nhật Bản                             | Muramatsu Taisuke          |
| 16 | TV | Nhật Bản                             | Musaka Mitsunari           |
| 17 | TV | Nhật Bản                             | Kawai Yosuke               |
| 18 | TĐ | Nigeria                              | Peter Utaka                |

| Số | VT | Quốc gia | Cầu thủ           |
| -- | -- | -------- | ----------------- |
| 19 | TĐ | Úc       | Mitchell Duke     |
| 20 | TV | Nhật Bản | Takeuchi Ryo      |
| 21 | TM | Nhật Bản | Sugiyama Rikihiro |
| 22 | TV | Nhật Bản | Edamura Takuma    |
| 26 | HV | Nhật Bản | Kamata Shoma      |
| 28 | TV | Nhật Bản | Hattanda Kohei    |
| 29 | TM | Nhật Bản | Takagiwa Toru     |
| 31 | TM | Nhật Bản | Usui Kempei       |
| 32 | HV | Nhật Bản | Matsubara Ko      |
| 33 | TĐ | Nhật Bản | Kagami Sho        |
| 34 | TV | Nhật Bản | Mizutani Takuma   |
| 35 | TV | Nhật Bản | Miyamoto Kota     |
| 36 | TĐ | Nhật Bản | Kitagawa Koya     |
| 38 | HV | Nhật Bản | Fukumura Takayuki |
| 39 | TV | Nhật Bản | Shirasaki Ryohei  |
| 45 | HV | Nhật Bản | Kakuda Makoto     |

Ghi chú: Theo trang chủ chính thức của câu lạc bộ linh vật mang áo số #0 còn cổ động viên mang áo số #12.

### Cho mượn
Ghi chú: Quốc kỳ chỉ đội tuyển quốc gia được xác định rõ trong điều lệ tư cách FIFA. Các cầu thủ có thể giữ hơn một quốc tịch ngoài FIFA.
| Số | VT | Quốc gia | Cầu thủ                               |
| -- | -- | -------- | ------------------------------------- |
| —  | HV | Nhật Bản | Takaki Jumpei (tại Montedio Yamagata) |
| —  | HV | Nhật Bản | Uchida Kenta (tại Ehime F.C.)         |
| —  | HV | Brasil   | Bueno (tại Vissel Kobe)               |
| —  | TV | Nhật Bản | Fujita Ibuki (tại Ehime FC)           |
| —  | TĐ | Nhật Bản | Kaneko Shota (tại Tochigi SC)         |
| —  | TV | Nhật Bản | Takagi Yoshiaki (tại Tokyo Verdy)     |
| —  | TĐ | Nhật Bản | Higuchi Hiroki (tại SC Sagamihara)    |
| —  | TĐ | Nhật Bản | Senuma Yuji (tại Ehime FC)            |

### Học viện
S-Pulse mở đội Thiếu niên và Nhi đồng như một phần của học viện để nuôi dưỡng những tài năng địa phương. Trong đội một hiện tại, Kohei Hiramatsu, Kota Sugiyama và Daisuke Ichikawa là ví dụ điển hình cho cách thức này.

## Cầu thủ đáng chú ý
| Nhật Bản - Alex - Jungo Fujimoto - Kenta Hasegawa - Daisuke Ichikawa - Teruyoshi Ito - Ryuzo Morioka - Shinji Okazaki - Shinji Ono - Toshihide Saito - Masaaki Sawanobori - Naohiro Takahara - Kazuaki Tasaka - Kazuyuki Toda |  | AFC/OFC/CAF - Alex Brosque - Eddy Bosnar - Kang Song-ho - Ahn Jung-Hwan - Cho Jae-Jin - Choi Tae-uk - Kim Dong-sub - Kim Hyun-sung - Lee Ki-je |  | CONMEBOL - Fernando Oliva - Alair - Alexandre - Anderson - Araújo - Baré - Baron - Dias - Djalminha - Fabinho - Fernandinho - Gomes - Paulo Jamelli - Juninho - Jymmy Dougllas - Marcelo - Marco - Marcos Aurélio - Marcos Paulo - Marquinhos - Mirandinha - Rogério Corrêa - Ronaldão - Santos - Sidmar - Toninho - Tuto |  | UEFA - Srđan Pecelj - Igor Cvitanović - Stuart Thurgood - Daniele Massaro - Dženan Radončić - Frode Johnsen - Milivoje Novaković - Freddie Ljungberg - Mark Bowen |

### Cầu thủ từng tham dự World Cup
World Cup 1994
- Ronaldão

World Cup 1998
- Teruyoshi Ito
- Toshihide Saito

World Cup 2002
- Daisuke Ichikawa
- Ryuzo Morioka
- Alessandro dos Santos
- Kazuyuki Toda

World Cup 2006
- Cho Jae-Jin

World Cup 2010
- Shinji Okazaki

## Huấn luyện viên
| HLV                        | Quốc tịch | Giai đoạn               |
| -------------------------- | --------- | ----------------------- |
| Émerson Leão               | Brasil    | 1/1/1992 – 31/12/1994   |
| Rivelino                   | Brasil    | 1/1/1994 – 31/12/1994   |
| Masakatsu Miyamoto         | Nhật Bản  | 1995–96                 |
| Osvaldo Ardiles            | Argentina | 1/1/1996 – 31/12/1998   |
| Steve Perryman             | Anh       | 1999–01                 |
| Zdravko Zemunović          | Serbia    | 15/12/2000 – 31/12/2002 |
| Takeshi Oki                | Nhật Bản  | 2002–03                 |
| Koji Gyotoku               | Nhật Bản  | 2003                    |
| Antoninho                  | Brasil    | 2003–04                 |
| Nobuhiro Ishizaki          | Nhật Bản  | 26/6/2004 – 28/11/2004  |
| Kenta Hasegawa             | Nhật Bản  | 1/1/2005 – 31/12/2010   |
| Afshin Ghotbi              | Iran      | 1/2/2011 – 30/7/2014    |
| Katsumi Oenoki             | Nhật Bản  | 30/7/2014 – 1/8/2015    |
| Kazuaki Tasaka (tạm quyền) | Nhật Bản  | 1/8/2015–               |